# Antonio Puente
Antonio García Puente (Villamayor del Condado, León, España, 16 de febrero de 1941) es un exfutbolista y entrenador español que jugaba como defensa.

## Trayectoria
Empezó en el equipo juvenil del San Marcelo y pasó al Júpiter Leonés en 1959. Entre 1960 y 1962 jugó en la Cultural y Deportiva Leonesa, con quien descendió a Tercera División. A continuación fichó por el Real Gijón y vistió la camiseta rojiblanca en 249 ocasiones en las que marcó dieciséis tantos. En la temporada 1973-74 militó en el C. A. Osasuna. 
Tras retirarse como jugador y obtener el título de entrenador, dirigió al Veriña Club de Fútbol, el U. D. Gijón Industrial, el U. P. Langreo, el C. D. Ensidesa, el Club Hispano de Castrillón y la A. D. Torrejón. Además, llegó a presidir el comité de entrenadores de la Real Federación de Fútbol del Principado de Asturias entre 1996 y 2003.

## Clubes

### Como jugador
| Club                         | País   | Año       |
| ---------------------------- | ------ | --------- |
| Júpiter Leonés               | España | 1959-1960 |
| Cultural y Deportiva Leonesa | España | 1960-1962 |
| Real Gijón                   | España | 1962-1973 |
| C. A. Osasuna                | España | 1973-1974 |

### Como entrenador
| Club                         | País   | Año       |
| ---------------------------- | ------ | --------- |
| U. P. Langreo                | España | 1977-1979 |
| C. D. Ensidesa               | España | 1979-1980 |
| A. D. Torrejón               | España | 1980-1981 |
| Cultural y Deportiva Leonesa | España | 1982      |
| U. P. Langreo                | España | 1989-1990 |